# أميرة صوفي من ليختنشتاين
أميرة صوفي من ليختنشتاين (بالإنجليزية: Princess Sophie of Liechtenstein) (و. 1837 – 1899 م) هي أرستقراطية من الإمبراطورية الألمانية، ولدت في فيينا، توفيت في تسيل أم زيه، عن عمر يناهز 62 عاماً.